# Troll (Internet)

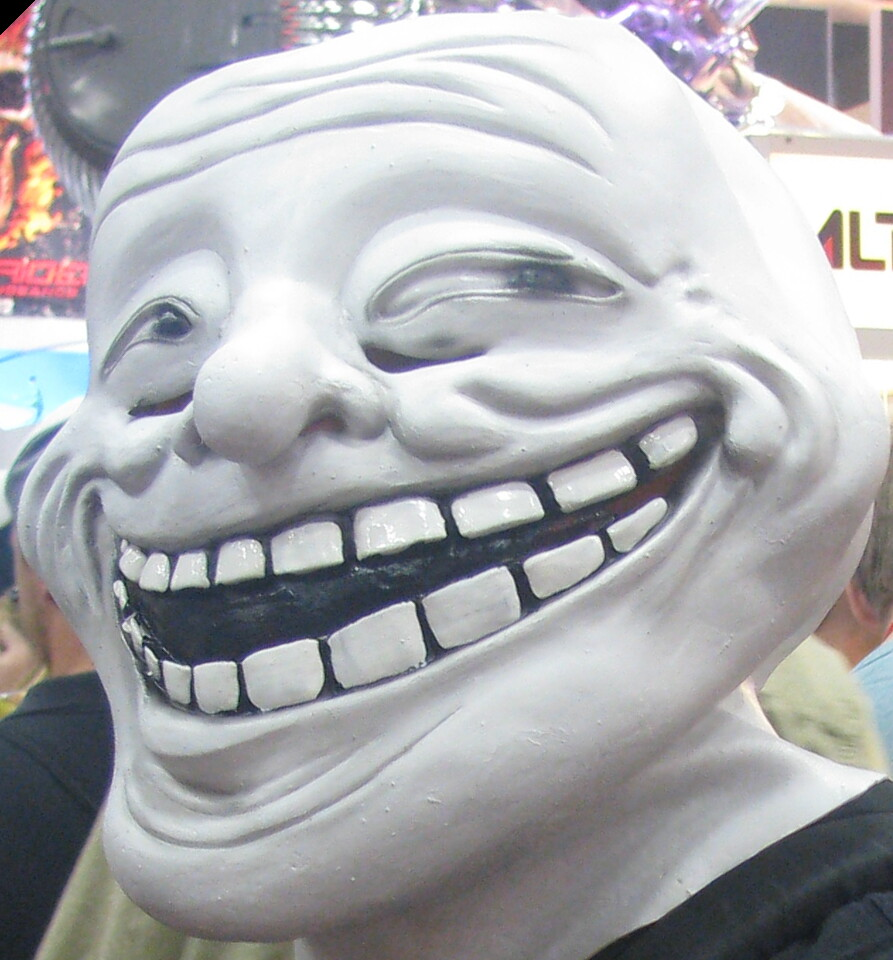
Persona con una maschera da Trollface. Su Internet questa immagine è stata spesso usata per indicare la presenza di un troll.

Un troll, nel gergo di Internet e in particolare delle comunità virtuali, è un soggetto che interagisce con gli altri tramite messaggi volutamente provocatori, irritanti, fuori tema o semplicemente senza senso e/o del tutto errati, con il solo obiettivo di disturbare la comunicazione e causare nervosismo.

## Storia del fenomeno
I primi riferimenti all'uso del termine "troll" sono presenti nell'archivio Usenet e risalgono agli anni ottanta. Non è tuttavia chiaro se il significato attribuito al termine fosse quello successivamente attribuitogli o se fosse un semplice epiteto utilizzato fra i vari possibili.
L'origine più probabile del termine troll è nella frase "trolling for newbies", che divenne popolare nei primi anni 1990 nel gruppo Usenet alt.folklore.urban: un detto scherzoso fra utenti di lunga data che presentavano domande o argomenti tanto ripetuti e dibattuti che solamente un nuovo utente poteva perder tempo a rispondervi. Altri estesero il significato per includere il comportamento di utenti disinformati; tuttavia i troll erano ancora considerati nell'accezione ironica, più che in quella provocatrice.
Nella letteratura la pratica venne documentata da Judith Donath nel 1999, che citò molti esempi aneddotici provenienti da vari gruppi Usenet. Secondo Donath:
Donath fornì una sintetica panoramica dei comportamenti che si basano sulla confusione fra comunità fisica e virtuale:

## Uso e significato del termine

"Non dare da mangiare ai troll"

Il termine troll deriva dalla mitologia norrena. Nell'accezione originale, indica una omonima creatura fantastica, generalmente malvagia, con carattere antropomorfo, abitante nell'Europa settentrionale, in particolare in Norvegia.

Alternativamente, l'origine proverrebbe da un altro significato del verbo inglese to troll, muovere un'esca in modo tale da spingere un pesce ad abboccare. Secondo questa interpretazione, solo successivamente sarebbe nata l'identificazione con il personaggio mitologico.
Dal sostantivo troll si derivano comunemente, sia in lingua inglese sia tramite l'adattamento alla lingua italiana, il verbo to troll (tradotto in trollare o  trolleggiare), trolling (trolleggio), ovvero l'agire come un troll (fomentare gli animi provocatoriamente).
Nel linguaggio di internet, dare del troll a qualcuno significa postulare una congettura sul motivo per cui agisce, mentre il verbo derivato (to troll, trollare) descrive la percezione che si ha riguardo al suo comportamento. L'azione di comportarsi come un troll può però essere legata anche al contesto e alla personalità di chi scrive. È possibile, infatti, agire come un troll senza averne l'intenzione: irritando una comunità in modo non volontario e in buona fede.
Il significato di troll ha inoltre confini soggettivi e variabili a seconda del contesto: un comportamento che nella comunicazione interpersonale potrebbe venire considerato un semplice sfogo o uno scatto d'ira, potrebbe essere etichettato come "trollare" nelle discussioni su Internet. Una discussione animata per taluni interessante, potrebbe essere reputata da troll per altri.
In alcuni casi, il termine troll potrebbe essere utilizzato anche per screditare un utente che porta una posizione opposta a quella maggioritaria, generando nel gruppo forme di rigetto.
Alimentare i troll (to feed the troll) è infine una locuzione utilizzata per indicare il "dare corda" ai provocatori, rispondendo loro ripetutamente e dando loro così nuovo materiale su cui agire. "Per favore non alimentate i troll" (please don't feed the troll) è perciò un suggerimento comune che gli utenti esperti inviano ai nuovi, quando pensano di aver individuato un troll, al quale l'utente sta involontariamente dando benzina da gettare sul fuoco.

## Comportamento tipo

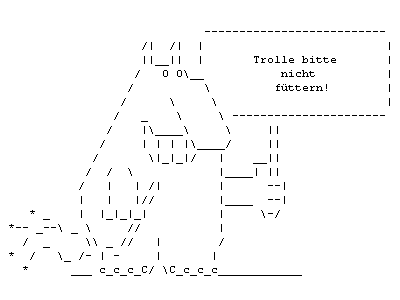
Rappresentazione storica e tipica in formato testuale ASCII di un troll che regge un cartello di avvertimento in lingua tedesca che significa "non alimentare i troll"

Di norma l'obiettivo di un troll è far perdere la pazienza agli altri utenti, spingendoli a insultare e aggredire a loro volta (generando una flame war). Una tecnica comune del troll consiste nel prendere posizione in modo plateale, superficiale e deciso su una questione vissuta come sensibile e già dibattuta dagli altri membri della comunità (per esempio una religion war). In altri casi, il troll interviene in modo apparentemente insensato o volutamente ingenuo, con lo scopo di irridere quegli utenti che, non capendone gli obiettivi, si sforzano di rispondere a tono e finiscono per fomentare ulteriormente la discussione, senza giungere ad alcuna conclusione concreta.
Il cross posting, ovvero la pubblicazione di un contenuto in più sezioni diverse, è un sistema utilizzato dal troll per infastidire più gruppi contemporaneamente. Un troll particolarmente tenace e astuto può scoraggiare gli utenti di una comunità virtuale fino a causarne la chiusura. La figura del troll può coincidere in alcuni aspetti con quella del fake, ovvero colui che disturba una comunità fingendosi qualcun altro. Un fake, tuttavia, diversamente da un troll, potrebbe partecipare in modo disciplinato e costruttivo alla conversazione, cosa che lo aiuterebbe a non far scoprire di stare mentendo sulla propria identità, mentre un troll crea necessariamente disturbo e spesso non cela o falsifica la propria identità. Sovente le due figure, però, hanno obiettivi sovrapponibili.
Alcuni tipi di messaggi e attività associati all'azione del troll:
- L'invio di messaggi intenzionalmente sgarbati, volgari, offensivi, aggressivi o irritanti.
- L'invio di messaggi con contenuti senza senso, detto in gergo informatico flood (come: semplici parole, lettere, emoticon, testi casuali)
- L'invio di un numero di messaggi, anche se non particolarmente provocatori o insensati, così grande da impedire il normale svolgimento delle discussioni.
- L'invio di messaggi volutamente non correlati con il tema della comunità e della discussione in corso (ad esempio messaggi come "Come sviluppo la mia pagina web?" in un forum nel quale si parla di musica).
- L'invio di messaggi contenenti errori portati avanti con finta convinzione (ad esempio con frasi come "Così è la vita è certamente il miglior film di Roberto Benigni, checché ne diciate!").
- L'invio di messaggi a scopo di disinformazione e critica insensata.
- Il perorare intenzionalmente e con tensione un'argomentazione basata su un errore difficile da dimostrare o su opinioni potenzialmente verosimili, facendosi seguire nella discussione dalla comunità.
- Il pubblicare contenuti di disturbo come suoni, immagini o link a siti offensivi, sovente mimetizzandoli come innocui.
- Il pubblicare contenuti relativi a trame di film o libri senza avvertire (in gergo "spoilerare").
- Lo sbagliare deliberatamente e ripetutamente nomi (di persone o cose) o regole grammaticali per irritare gli altri utenti.
- L'attribuire a tanti l'opinione di uno, vittimizzandosi e non rispondendo nel merito, spingendo possibilmente altri utenti a prendere le proprie difese (con frasi come: "vi siete coalizzati contro di me").
- Il ridicolizzare o denigrare ripetutamente gli interventi di un utente "concorrente".
- Lo scrivere deliberatamente messaggi enfatici su un dato argomento divertendosi alle spalle di chi corrobora poi la propria fasulla tesi.
- Il portare avanti tesi opposte a quelle dichiaratamente discusse nella comunità, con argomentazioni vaghe, imprecise e pretestuose, generando quindi flame (per esempio pubblicando teorie creazioniste in un forum di evoluzionisti o viceversa).
- L'approfittare dell'anonimato per scrivere messaggi provocatori o scherzosi, provocare controversie o diffondere menzogne.[9]

Alcune categorizzazioni tipo:
L'eccentrico ("crank troll")
In genere ha una compulsione incontrollabile nel diffondere le proprie affermazioni secondo cui uno o più aspetti della scienza ufficiale (evoluzione, meccanica quantistica, relatività generale, medicina moderna, etc.) sarebbero irrimediabilmente difettosi. Allo stesso tempo lascia spesso intendere di avere lui la soluzione in tasca. Questo tipo di troll in genere fraintende il background scientifico del settore disciplinare di cui si occupa e non può di conseguenza comprendere a fondo le critiche che gli vengono mosse.
Lo spammer ("link spammer troll")
Questo tipo di troll in genere posta messaggi o commenti che contengono poco o nulla se non un lungo elenco di link a video o ad articoli che tentano di dimostrare tesi generalmente pseudoscientifiche. «Uno spammer pensa che solo riuscendo a postare abbastanza link a video contenenti immagini sgranate e filmati al rallentatore sarà finalmente visto come un perseguitato cercatore di verità, piuttosto che come un ossessionato.»:
Il martire ("martyr troll")
Queste persone di solito manifestano comportamenti di tipo passivo-aggressivo, mostrando contemporaneamente arroganza e affabilità nel portare avanti le proprie tesi più o meno complottistiche e nel confrontarsi con le critiche che vengono loro mosse. Quando qualcuno si prende la briga e la pazienza di sottolineare i difetti o la pseudoscientificità delle loro affermazioni, questi troll si comportano come se fossero le vittime di una campagna mirata contro di loro o parte delle vittime innocenti di più grandi complotti.
Il logorante ("attrition warfare troll")
Questo è il tipo di troll che mai e poi mai si arrende. Non importa quante risposte argomentative e confutazioni scientifiche gli vengano fornite, la guerra di logoramento del troll consisterà nel contrattaccare ripetendo sempre le stesse vecchie tesi più e più volte, al fine di stancare il proprio avversario e costringerlo alla resa. Questo tipo di troll non cambierà mai la sua opinione né si soffermerà mai sulle controdeduzioni che gli vengono fornite.
La scimmia dattilografa ("infinite monkey troll")
Manifestazione degli effetti collaterali dell'omonimo teorema, superficialmente affine al logorante, questo tipo di troll guadagna il proprio titolo dal continuo, incessabile e disinteressato battere sui tasti. Più che logorando consapevolmente, otterrà l'effetto di disarmare gli avversari grazie alla propria impermeabilità a ogni forma di comunicazione e al degrado e all'aumento di entropia passivamente apportato a una discussione. Essendo instancabile e autotrofo non ha bisogno che gli venga dato da mangiare per proseguire nella sua inesorabile opera dattilografica.
Il rancoroso ("hate troll")
I troll di questo genere sfruttano ogni occasione per insultare, umiliare, minacciare, ricattare e ferire altre persone online. Per ottenere il loro scopo si dedicano alla pubblicazione di commenti odiosi e discriminatori o alla raccolta e alla diffusione di informazioni sensibili sulle persone cercando di ledere il loro diritto all'anonimato.
Il doganiere ("show me the passport troll")
In tutto e per tutto simile al rancoroso quanto a violenza verbale, se ne distingue unicamente per il fatto di utilizzare il proprio nome reale invece di un nickname. Questo gli consente di acquisire maggiore credibilità nelle minacce che proferisce o di avere un argomento in più per tentare di ledere il diritto altrui all'anonimato, facendo percepire quest'ultimo come una mancanza di trasparenza o una colpa su cui far leva per ottenere dati sensibili dal bersaglio.
Il proiezionista ("projectionist troll")
Questo tipo di troll è un maestro nel proiettare i propri mali sul prossimo. Se ad esempio giudicherà se stesso offensivo accuserà gli altri di essere offensivi, se giudicherà poco onesto se stesso accuserà gli altri di essere a loro volta poco onesti o "venduti ai poteri forti", e così via. Essendo un troll sarà verosimilmente anche un maestro nell'arte della reductio ad trollum, ovvero nell'accusare i normali utenti di essere, appunto, dei troll a loro volta.

## Motivazioni
Secondo vari studi, sebbene comportamenti di disturbo siano riscontrabili anche nelle normali relazioni interpersonali, un ruolo chiave che spinge ad agire come troll nelle comunità virtuali è la sensazione di anonimato o di minore esposizione che molti utenti percepiscono durante la navigazione su Internet.
Poiché la definizione stessa di troll non è condivisa, cosa spinga un utente ad agire come tale è oggetto di dibattito. Alcune motivazioni:
- Ricerca di attenzione: dominare la discussione incitando l'astio e dirottando efficacemente l'attenzione verso di sé.
- Divertimento o satira: irridere chi si infervora seriamente e perde tempo per le parole volutamente provocatorie di un totale sconosciuto, provocando grandi discussioni con poca fatica.
- Disagio personale: reazione a situazioni di disagio familiare, scolastico, finanziario o relazionale; per esempio combattendo sentimenti di inferiorità attraverso l'esperienza di controllare un ambiente.
- Modificare l'opinione: ostentare opinioni estreme per fare in modo che le proprie vere opinioni, poi, sembrino moderate, e convincere quindi un gruppo di utenti a seguirle.
- Combattere il conformismo: rompere la chiusura e il conformismo del gruppo agendo con una "terapia d'urto".
- Attaccare un utente o un gruppo: agire personalmente contro un soggetto o gruppo di soggetti per ripicca, gelosia, non condivisione di idee o altra ragione.
- Diminuire il rapporto segnale/rumore: diluire i messaggi informativi in un fiume di messaggi inutili, per far perdere interesse e utilità al gruppo o all'argomento discusso.
- Verificare la robustezza di un sistema: violare le regole e i termini d'uso per controllare se e come gli amministratori/moderatori prendono contromisure.
- Ricerca sociologica: studiare il fenomeno per ragioni di ricerca sociologico/scientifica.

## I soggetti coinvolti
Nelle comunità virtuali, alcuni utenti agiscono come "cacciatori di troll", entrando volontariamente in conflitto con altri utenti che reputano tali e finendo per essere a loro volta dannosi per la comunità (dando, per l'appunto, "da mangiare al troll").
Durante i conflitti causati dai troll il comportamento degli utenti si può dividere in categorie:
- Il Troll: chi attivamente fomenta gli scontri e gli attriti (volontariamente o involontariamente).
- I Dirottatori o Foraggiatori: coloro che rispondono animatamente ai messaggi provocatori del troll, "dandogli da mangiare".
- Il Cacciatore di troll: che non inizia il conflitto, ma se coinvolto ricambia con eguale protervia, talvolta sfruttando il troll stesso per agire in modo aggressivo e accusando quindi spesso falsi positivi.
- Il Nobile: chi cerca di ignorare il conflitto, continuando a discutere gli altri argomenti; esprimendo disapprovazione per il troll ma non sfidandolo, postando consigli semplici ed efficaci del tipo "non date da mangiare ai troll" o altre frasi volte alla pacatezza o all'ironia gentile ("suvvia, ragazzi, ignoratelo e se ne andrà da solo").
- I Moderanti o Moderatori: chi cerca di risolvere attivamente il conflitto in modo che tutte le parti in causa restino il più possibile soddisfatte, dando talvolta involontariamente "da mangiare ai troll".
- Gli Spettatori: chi si allontana dal conflitto limitandosi a osservare o ad abbandonare la comunità.

## Contromisure alle azioni di disturbo
La soluzione più comune alle azioni del troll è ignorare le provocazioni, resistendo alla tentazione di rispondere. Se il sistema lo permette, si possono inoltre applicare filtri che rendono invisibili al resto della comunità i messaggi inviati dagli utenti segnalati al sistema come disturbatori (per esempio i killfile nel caso dei newsgroup, o le "black list"). Altra soluzione, specie se la discussione sta degenerando, è sfruttare le capacità degli utenti moderatori che pacatamente cercano di riappacificare gli animi. Poiché esistono diversi motivi che portano ad assumere il comportamento tipico di un troll, alcuni non in malafede, attribuire a un utente l'etichetta di troll può generare ulteriori tensioni. La letteratura sulla risoluzione dei conflitti in sociologia, suggerisce infatti che indicare una persona come un disturbatore non sempre aiuti a far cessare i comportamenti indesiderati. Una persona allontanata da un gruppo sociale, può infatti assumere il ruolo di antagonista e cercare di disturbare o far arrabbiare ulteriormente i membri del gruppo. L'etichetta di "troll" può quindi perpetuare o aggravare il comportamento del disturbatore.

## Il troll etico
Un troll etico ("ethical troll") è chi sostiene e mantiene una logica etica o politica dietro al comportamento che lo porta a essere additato come "troll" dagli altri utenti (senza che debba per questo effettivamente esserlo – come abbiamo visto la percezione di un utente come un "troll" è un fatto relativamente soggettivo).
Una volta che abbia rivendicato i propri principi, la sua condotta andrebbe esaminata coerentemente a un punto di vista etico, piuttosto che comportamentale. Per esempio, qualcuno che si oppone con forza alla politica statunitense in Iraq potrebbe reagire con veemenza in una conversazione riguardante la sua attuazione, o una persona che lotta contro le pseudoscienze potrebbe reagire altrettanto veementemente contro chi le divulga: questo però non è prova di un problema comportamentale della persona, quanto piuttosto di un suo forte disaccordo etico o politico rispetto all'argomento in questione.
Molte di queste persone, cooperando, possono costringere una comunità a un punto di vista nuovo, sfidando un pregiudizio sistemico esistente o un pensiero di gruppo (chiamato anche punto di vista neutrale), purché si mantengano eticamente coerenti e politicamente disciplinati.
Durante la fase di scontro delle idee questi utenti vengono additati come "troll", ovvero estranei alla comunità. Essi, a loro volta, consapevolmente, accettano strategicamente di assumere su di sé l'etichetta di "troll" pur non considerandosi effettivamente tali.

## Aspetti utili dell'attività dei troll
Sebbene il "troll" sia generalmente considerato una presenza invadente e irritante, la sua attività può in taluni casi portare conseguenze utili alla comunità. Esso può infatti:
- rafforzare il sistema contro gli attacchi e contribuire a formare i soggetti che si occupano della prevenzione.
- contribuire alla maturazione democratica di una comunità nel tollerare il dissenso.
- scardinare posizioni di potere, dominanti o di controllo autoritario all'interno di una comunità.
- stimolare o rianimare, anche involontariamente, le discussioni e la partecipazione informativa.
- rivelare la presenza di altri troll nascosti o l'abuso da parte di amministratori e moderatori dei propri poteri di controllo.

Vi sono infine casi nei quali l'epiteto di "troll" è formulato con intenti ironici e scherzosi e contribuisce quindi alla coesione del gruppo.

## Shitposting
Correlato al troll è il cosiddetto shitposting, che indica la "pubblicazione di contenuti inutili o irrilevanti, con lo scopo di far deragliare una conversazione o provocare gli altri" all'interno di forum online o nelle reti sociali. Il termine, che sarebbe una parola macedonia dei vocaboli inglesi shit ("merda") e post/posting ("pubblicare"), ha avuto larga diffusione nel giornalismo anglosassone tra il 2016 e l'anno seguente ed è stata considerata, nel 2017, la "parola dell'anno" dall'American Dialect Society.